# El Sabino, Jalisco
El Sabino är en ort i Mexiko.   Den ligger i kommunen Huejuquilla el Alto och delstaten Jalisco, i den centrala delen av landet, 600 km nordväst om huvudstaden Mexico City. El Sabino ligger 1 743 meter över havet och antalet invånare är 107.
Terrängen runt El Sabino är kuperad åt nordväst, men åt sydost är den platt. Runt El Sabino är det glesbefolkat, med 14 invånare per kvadratkilometer. Närmaste större samhälle är Huejuquilla, 1,3 km nordost om El Sabino. I omgivningarna runt El Sabino växer huvudsakligen savannskog.